# Kawasaki ZZ-R 600

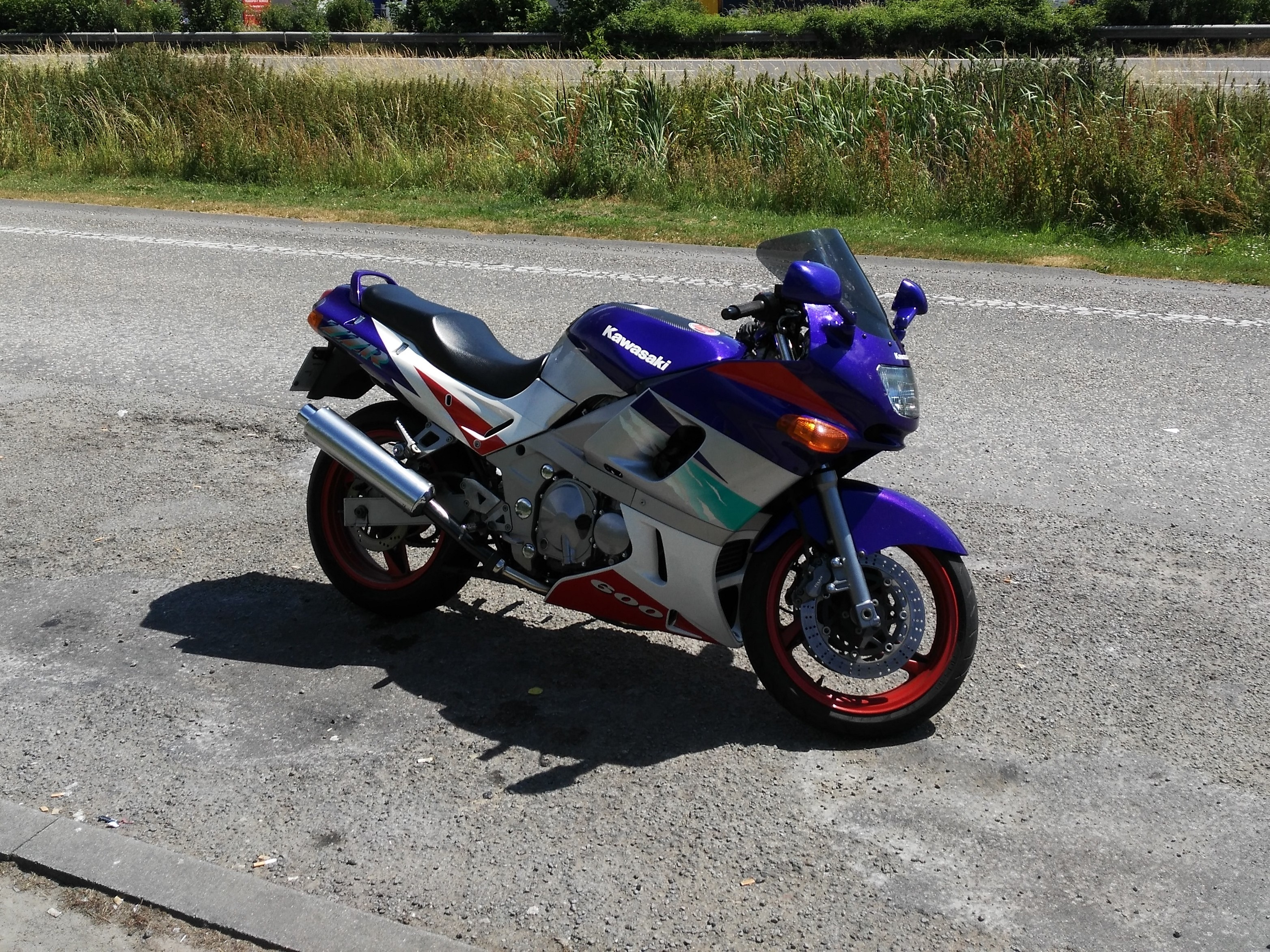
ZZ-R600E1

De Kawasaki ZZ-R 600 is het kleine broertje van de Kawasaki ZZ-R 1100. Het eerste model kwam in 1990 uit, de ZZ-R 600 D1. In 1993 werd deze opgevolgd door de E1. 
De ZZ-R 600D1 kwam in 1990 op de markt als een lichtere variant van de Kawasaki ZZ-R 1100. De ZZ-R 1100 was in zijn tijd de snelste motorfiets op de openbare weg, maar het zou nooit de volbloed racemotor van Kawasaki worden zoals Yamaha en Suzuki hun respectievelijk EXUP en GSX-R modellen aanprezen. De ZZ-R 1100 was een echte sporttoerer in hedendaagse termen. 
Met de introductie van de ZZ-R600D1 wou Kawasaki vol inspelen op het sportieve toer segment waarin de FZR600 en CBR600F actief waren.  Kawasaki had als doel een motorfiets te ontwikkelen die een sportief karakter had, maar tegelijkertijd comfortabel genoeg was om mee te toeren, alleen of als duo. 
De ZZ-R600D1 kwam met een volledig nieuw motorblok en aluminium frame. Het resultaat was een grote, comfortabele motorfiets die ook nog sneller was dan de Honda CBR600F die destijds het segment leidde.
Het D1 model was zo goed dat hij drie jaar lang ongewijzigd bleef tot de E1 versie van de ZZ-R600 verscheen in 1993. De basis van de ZZ-R600E1 bleef hetzelfde, maar voorts kreeg de E1 versie heel wat vernieuwde updates.
De grootste wijziging aan de ZZ-R600E1 was de introductie van het Twin Ram Air systeem, dit luchtinlaatsysteem zorgde voor een krachtige toevoer van lucht naar het motorblok via de 2 luchtinlaten onder de koplamp van de ZZ-R600E1. Dit samen met lichtere interne motordelen zorgde voor een sensationele rijervaring. 
De ZZ-R600E1 is heden nog steeds een snelle motorfiets, die zeker mee kan met de huidige 600CC sporttoerers.